# Bezirk Krimulda
Der Bezirk Krimulda (lettisch Krimuldas novads) war ein Bezirk im Nordosten Lettlands in der historischen Landschaft Vidzeme, der von 2009 bis 2021 existierte. Bei der Verwaltungsreform 2021 wurde der Bezirk aufgelöst, sein Gebiet gehört seitdem zum Bezirk Sigulda.

## Geographie
Durch das Gebiet fließt die Gauja. Die Brasla bildete einen Teil der östlichen Grenze. Die Stadt Sigulda liegt südlich des ehemaligen Bezirks.

## Bevölkerung
Im Bezirk Krimulda lebten am 1. Juli 2014 5537 Einwohner. Er bestand aus den zwei Gemeinden (pagasts) Lēdurga mit 1512 Einwohnern und Krimulda mit 4025 Einwohnern. Das Verwaltungszentrum war in Ragana.

## Sehenswürdigkeiten
Über dem rechten Ufer der Gauja erhebt sich die Ruine der Burg Krimulda. Die Erzbischöfe von Riga hatten sie im 14. Jahrhundert bauen lassen, um ihren Besitz der livländischen Ländereien rechts der Gauja zu sichern (das Territorium links der Gauja gehörte dem Deutschen Orden); dem Domkapitel des Erzbistums Riga unterstand die Burg. Im Polnisch-Schwedischen Krieg wurde die Burg Krimulda 1601 zerstört.

## Nachweise
1. ↑  Vides aizsardzības un reģionālās attīstības ministrija (Ministerium für Naturschutz und Regionalentwicklung), Karten und Auflistung der Verwaltungseinheiten, abgerufen am 20. Juli 2021.